# Вільне (Щастинський район)
Ві́льне — село в Україні, у Широківській селишній громаді Щастинського району Луганської області. Населення становить 14 осіб.

## Населення
За даними перепису 2001 року населення села становило 14 осіб, з них 21,43% зазначили рідною мову українську, 71,43% — російську, а 7,14% — вірменську.

## Видатні уродженці
- Павленко Леонід Іванович — український радянський діяч.